# 道の駅常陸大宮
道の駅常陸大宮（みちのえき ひたちおおみや）は、茨城県常陸大宮市にある国道118号の道の駅である。

## 施設
- 駐車場
  - 普通車 130台
  - 大型車 18台
  - 身障者用 3台
- トイレ
  - 男（小）12器、（大）6器
  - 女 15器
  - 身障者用 1器
  - オストメイト対応 1器
  - おむつ交換シート 1台
- 情報提供施設
- 軽食
- 芝生広場
- 特産物販売所
- レストラン
- 赤ちゃんの駅

## 休館日
- 無休